# It Amazes Me
It Amazes Me ist das zweite Studioalbum von Liza Minnelli. Es wurde im Dezember 1964 und Januar 1965 aufgenommen und erschien im März 1965. Seine Lieder sind komplett auf der Kompilation The Complete Capitol Collection (2006) enthalten.

## Hintergrund
Genau wie bei ihrem ersten Studioalbum Liza! Liza! nahm Minnelli Musicalsongs und Jazzstandards von Textern und Komponisten wie George Gershwin, Lorenz Hart, Richard Rodgers, Cole Porter auf. Für die Arrangements und Aufnahmeleitung war aufs Neue Peter Matz zuständig. Unter den Tracks findet sich auch ein zeitgenössischer Song des Broadway-Duos John Kander und Fred Ebb wieder (Plenty of Time), die das Musical Flora the Red Menace schrieben, in dem Minnelli im April 1965 ihr Broadway-Debüt gab. I Never Have Seen Snow, von Harold Arlen und Truman Capote als I Never Has Seen Snow verfasst, stammt aus deren Musical House of Flowers von 1954, welches sich damals als großer künstlerischer Flop entpuppt hatte.

## Trackliste
1. Wait Til You See Him (Lorenz Hart, Richard Rodgers) – 2:47
2. My Shining Hour (Harold Arlen, Mercer) – 3:23
3. I Like the Likes of You (Duke, Harburg) – 2:17
4. It Amazes Me (Coleman, Leigh) – 3:10
5. Looking at You (Cole Porter) – 2:40
6. I Never Have Seen Snow (Harold Arlen, Truman Capote) – 4:52
7. Plenty of Time (Fred Ebb, John Kander) – 4:19
8. For Every Man There’s a Woman (Harold Arlen, Robin) – 2:41
9. Lorelei (George Gershwin) – 2:35
10. Shouldn’t There Be Lightning? (Alexander, Goldenberg) – 3:08
11. Nobody Knows You When You’re Down and Out (Cox) – 2:49

Keiner der vorhandenen Tracks wurde als Single ausgekoppelt.

## Rezeption
Seit ihrer ersten LP habe sich Scott Schechter (Liza Minnellis Biograf) zufolge ihre Darstellungskraft weiterentwickelt, was sich hier bei den Liedern I Never Have Seen Snow und Plenty of Time zeige. Die Orchesterbegleitung falle üppiger aus und auch die Soundqualität sei höher als beim vorangegangenen Werk.
Musikkritiker William Ruhlmann bezeichnet Liza Minnelli aufgrund ihres musikalischen Stils als „Barbra Streisands kleine Schwester“. Sie löse sich allmählich davon, nur wie eine jüngere Version ihrer Mutter Judy Garland zu klingen. Arrangeur Peter Matz sei offenbar verliebt in die Melodien alter Broadway-Songschreiber; hier habe er allerdings nicht ihre bekannteren Songs zur Einspielung ausgewählt. Minnelli fühle sich eher bei den zeitgenössischeren Kompositionen wohl (obgleich ebenfalls von Broadway-Textern verfasst); oftmals klingen die klassischen Standards falsch gesungen, obwohl Minnelli genau so singe, wie es vorgegeben sei. Zeitgemäßere Lieder, zum Beispiel Ebbs und Kanders Plenty of Time bringe sie eindeutig glaubwürdiger rüber.